# Hugo Broos
Hugo Broos (Humbeek, 1952. április 10. –) belga válogatott labdarúgó, edző.

## Pályafutása

### Klubcsapatban
Fiatalon szülővárosa csapatában a Humbeekben ismerkedett meg a labdarúgással, majd 18 évesen került az RSC Anderlecht együtteséhez. 1970 és 1983 között számos trófeát nyert a klubbal. 1983 nyarán aláírt a Club Brugge csapatához. 1988-ban innen hagyott fel az aktív labdarúgással.

### A válogatottban
A belga labdarúgó-válogatott tagjaként részt az 1986-os labdarúgó-világbajnokságon, amelyen negyedik helyen végeztek.

## Statisztika
| Válogatott | Szezon   | Mérkőzés | Gól |
| ---------- | -------- | -------- | --- |
| Belgium    | 1974     | 4        | 0   |
| Belgium    | 1975     | 1        | 0   |
| Belgium    | 1976     | 1        | 0   |
| Belgium    | 1977     | 7        | 0   |
| Belgium    | 1978     | 4        | 0   |
| Belgium    | 1979     | 2        | 0   |
| Belgium    | 1980     | 0        | 0   |
| Belgium    | 1981     | 0        | 0   |
| Belgium    | 1982     | 0        | 0   |
| Belgium    | 1983     | 0        | 0   |
| Belgium    | 1984     | 0        | 0   |
| Belgium    | 1985     | 1        | 0   |
| Belgium    | 1986     | 5        | 0   |
| Összesen   | Összesen | 24       | 0   |

## Sikerei, díjai

### Játékosként
- RSC Anderlecht
  - Belga bajnok: 1971–72, 1973–74, 1980–81
  - Belga kupa: 1971–72, 1972–73,1974–75, 1975–76
  - Kupagyőztesek Európa-kupája: 1975–76, 1977–78
  - UEFA-kupa: 1982–83
  - UEFA-szuperkupa: 1976, 1978
- Club Brugge
  - Belga bajnok: 1987–88
  - Belga kupa: 1985–86
  - Belga szuperkupa: 1986

### Edzőként

#### Klub
- Molenbeek
  - Belga másodosztály bajnok: 1989–90
- Club Brugge
  - Belga bajnok: 1991–92, 1995–96
  - Belga kupa: 1994–95, 1995–96
  - Belga szuperkupa: 1991, 1992, 1994, 1996
- RSC Anderlecht
  - Belga bajnok: 2003–04

#### Válogatott
- Kamerun
  - Afrikai nemzetek kupája: 2017